# Flaneur
Flaneur is een Franse term die in de negentiende eeuw populair werd voor een soort stedelijke mannelijke die rondliep in de stad. Traditioneel afgebeeld als man, is een flaneur een figuur van stedelijke welvaart en moderniteit, die zich vrijlijk door de stad beweegt, los van de samenleving. Bij het lopen observeert deze de stad. De stad die hierbij vaak wordt afgebeeld is Parijs. 